# Кандид или оптимизмът
„Кандид, или оптимизмът“ (на френски: Candide, ou l'Optimisme) е френска сатирична новела, публикувана за пръв път през 1759 г. от Волтер, френски писател и философ от епохата на Просвещението.
„Кандид“ се характеризира чрез своя различен, фантастичен, оригинален и динамичен сюжет. Пикарескова новела, с история за израстването подобна на образователния роман (Bildungsroman), книгата пародира приключенските и романтични клишета, описани чрез остър и рязък език. Събитията, дискутирани в „Кандид“ са до голяма степен базирани на исторически събития като Седемгодишната война и Лисабонското земетресение през 1755 г. Проблемът за злото е главен елемент, разгърнат директно и хумористично през погледа на Кандид. Волтер осмива религията, теолозите, правителствата, армиите и философите. Чрез „Кандид“ той осмива философията на Готфрид Лайбниц, който разглежда всевъзможните паралелни светове и избора на един от тях. Тази по-комплексна философия Волтер в „Кандид“ свежда до оптимистичния принцип, приписан на учителят Панглос, че живеем в най-добрия от всички възможни светове". Волтер застъпва една скептична позиция – с насмешка и ирония се обръща към наивната утопия на обикновения човек за безгрижен живот.
„Кандид, или оптимизмът“ се радва както на голям успех, така и на сериозни критики. Веднага след публикуването книгата е забранена за обществото, защото съдържа богохулство, политически размирици и интелектуална враждебност, скрита под маската на наивността. Новелата е вдъхновила много автори след себе си, благодарение на остроумието и майсторското представяне на човешкия ум. Днес „Кандид“ се смята за Волтеровия шедьовър и е една от най-често изучаваните творби на френската литература.

## Исторически контекст и творческа история
Няколко исторически събития вдъхновяват Волтер да напише „Кандид“, но най-ярко изглежда влиянието на Теодицея (1710) и Монадология (1714) на Готфрид Лайбниц. Другите предшестващи събития са Седемгодишната война и Лисабонското земетресение през 1755 г. Земетресението, цунамито и пожарите в Лисабон на деня на Вси Светии оказват силно влияние върху тогавашните теолози и деиста Волтер. Земетресението има особено силен ефект върху доктрината за теодицея (философската система на Лайбниц), която се опитва да примири съществуващото зло по света с благостта, мъдростта, всемогъществото и правосъдието на Бог. Тази доктрина утвърждава, че живеем в „най-добрия от всички възможни светове“ (на френски: le mieux dans le meilleur des mondes possibles).
След природното бедствие Волтер активно отхвърля Лайбницовия оптимизъм, убеден, че това не може да е най-добрият възможен свят. Той атакува оптимистичните възгледи и в „Кандид“ и в „Поема за лисабонската катастрофа“ (на френски: Poème sur le désastre de Lisbonne), като саркастично описва земетресението като една от най-ужасяващите катастрофи в уж „най-добрия от всички възможни светове“. Из Европа новината се разпространява предимно като слухове, които преекспонират сериозността на събитието. Айра Уейд, специалист по Волтер и „Кандид“, анализира източниците, които Волтер вероятно е ползвал, и предполага, че изначалният източник на информация за земетресението е „Relation historique du Tremblement de Terre survenu à Lisbonne“, с автор Ange Goudar от 1755 г..
Допълнително вдъхновение за текста може да са били съвременните тогава стереотипи за германците, изразени например в „Приключенията на Симплицисимус“ (1668/9) - сатиричен пикаресков роман от Ханс Якоб Кристофел фон Гримелсхаузен. Според Волтеровият биограф Алфред Оуен Олдридж сред тях са проявите на изключително лековерие или сантиментално простодушие, две от определящите качества на Кандид и Симплицисимус.
Сатиричен и пародиен предшественик на „Кандид“ е Пътешествията на Гъливер (1726 г.) от Джонатан Суифт. И Гъливер, и Кандид пътуват до различни страни и са преследвани от беди и препятствия. Многото сходства между двете книги предполагат, че Волтер вероятно е използвал Пътешествията на Гъливер за свое вдъхновение.
Други възможни идейни източници вероятно са „Приключенията на Телемаха“ (1699) от Франсоа дьо Фенелон и „Космополит“ (1753 г.) от Луи-Шарл Фужере дьо Монброн. Пародията на образователен роман вероятно е базирана на „Приключенията на Телемаха“, където има пародиен образ на учител, подобен на Панглос, докато протагонистът при Монброн преминава през подобни перипетии като тези на Кандид.
Датата на написване на произведението е неизвестна, макар че учените предполагат, че е завършена през 1758 г. Вероятно една част е написана, докато Волтер живее във Ферне близо до Женева, както и по време на посещението му при електора на Бавария през лятото на 1758 г. Запазен е само един ръкопис на Кандид, открит от Уейд през 1956 г., който носи името ръкопис Лавалиер (La Vallière Manuscript), тъй като е изпращан глава по глава до херцозите Лавалиер през есента на 1758 г. В края на XVIII век ръкописът е продаден на Библиотеката на Арсенала и остава неоткрит почти 200 години. Ръкописът вероятно е диктуван от Волтер на неговия секретар Жан-Луи Ваниер и след това редактиран.
Неизвестна е и точната дата на публикуването, направено едновременно в пет страни, но тя е не по-късно от 15 януари 1759 г. Днес са известни 17 версии на френски език от същата година и споровете коя е най-ранната от тях продължават. Същата година Кандид е преведен на италиански и три пъти на английски. Трудностите по установяване на датите на различните публикации са описани от Уейд . Самият процес на публикуване е държан в тайна поради очевидното непочтително съдържание на книгата. Най-големите тиражи са публикувани едновременно в Женева (Cramer), Амстердам (Marc-Michel Rey), Лондон (Jean Nourse) и Париж (Lambert).
Илюстрации към книгата са добавени при по-късните издания, тъй като самият Волтер е бил против, като в едно писмо посочва липсата на илюстрации в трудовете на Цицерон, Виргилий и Хораций. Въпреки това френският художник Жан-Мишел Моро (Jean-Michel Moreau le Jeune) прави два комплекта илюстрации. Първият съдържа четири илюстрации и е включен като гравюри от друг художник в изданието на събраните съчинения на Волтер Oeuvres Complètes de Voltaire (1787). Вторият комплект е от 1803 г. и съдържа седем рисунки на Моро, претворени от различни гравьори.

## Персонажи

### Главни герои
- Кандид (Candide) – протагонист на новелата;
- Кюнегонд (Cunégonde) – негова любима; сестра на барон фон Тюндер-тен-Тронх;
- професор Панглос (Pangloss) – философ, учител на Кандид;
- Старицата – прислужница на Кюнегонд любовница на дон Исакар и Великия инквизитор на Португалия; извънбрачна дъщеря на „папа Урбан Х“[notes 1].
- Какамбо (Cacambo) – слуга на Кандид в Америка;
- Мартен (Martin) – философ и манихеец; среща Кандид в Суринам и пътува с него;
- сина на барон фон Тюндер-тен-Тронх (Le fils du baron Thunder-ten-tronckh) – брат на Кюнегонд; не одобрява брака на Кандид с Кюнегонд.

### Второстепенни герои
- баронът и баронесата фон Тюндер-тен-Тронх – майка и баща на Кюнегонд;
- кралят на българите[notes 2]
- Жак анабаптистът
- дон Исакар
- Великия инквизитор на Португалия
- дон Фернандо д’Ибараа и Фигероа и Маскаренес и Лампурдос и Суза – губернатор на Буенос Айрес; иска Кюнегонд за любовница;
- кралят на Елдорадо
- господин Вандердендур – капитан на датски кораб; измамва Кандид и му взима парите, без да го вземе на борда си;
- Перигординският абат – сприятелява се с Кандид и Мартен, само за да ги предаде на полицията;
- маркиза дьо Паролиняк – парижка проститутка;
- един учен – присъства на вечерята у маркизата;
- Пакет – прислужница в дома на барона, която предала сифилис на Панглос;
- брат Жирофле – влюбен в Пакет;
- сенатор Пококуранте – венециански благородник;
- Шестимата монарси, с които Мартен и Кандид вечерят – Ахмед III (турски султан), Иван VI от Русия (руски император), Чарлз Едуард Стюарт (претендент за английския престол), Август III от Полша, Станислав Лещински (полски крал) и Теодор от Корсика.

### Характеристики

#### Кандид
Кандид е добродушен, но безнадеждно наивен млад мъж. Неговият учител Панглос го учи, че техният свят е „най-добрият от всички възможни светове“. След като бива прокуден от замъка на барон фон Тюндер-тен-Тронх, Кандид пътува по света и се сблъсква с голямо разнообразие от нещастия и перипетии докато търси сигурност и следва Кюнегонд – жената, която обича. Неговата вяра в чистият оптимизъм на Панглос бива подложена на изпитания. Кандид е не толкова реалистичен герой, колкото връзка между възгледите и събитията, които го обграждат.
Името на Кандид е производно на латинската дума candidus, която означава „бяло“ и насочва към чистосърдечност и справедливост. Както подсказва и името, Кандид се появява в новелата като съвършено невинен и широко скроен, и наивен в боготворенето на своя учител Панглос и неговата оптимистична философия; Кандид е абсолютно ненаясно с истинския свят. Той придобива състояние и дори знание за света и започва да се съмнява във вярата си в оптимизма. Но тази вяра остава и често е подновявана от каквото и да е събитие, което удовлетворява Кандид – от любезността на непознатия Жак, до смъртта на Вандердендур.
В края на новелата Кандид отхвърля философията на Панглос в полза на труда, с който го запознава стария фермер. Докато тази промяна във философията изглежда като реален прогрес, всъщност личността на Кандид не се променя. Той все още е неспособен да формира собствени мнения и просто е разменил сляпата си вяра в мненията на Панглос за такава в мненията на фермера.
Въпреки своята простота Кандид е симпатичен герой. Той е изначално честен и добросърдечен, с готовност дава пари на непознати, като брат Жирофле и най-бедния свален от трона крал; също така спазва обещанието си да се ожени за Кюнегонд, дори след като неговата любов към нея е избледняла. Неговата наивност го прави симпатичен за читателите; светът на новелата е преувеличен и фантастичен и читателят е склонен да намери описаните събития като смущаващи и объркващи.

#### Кюнегонд
Кюнегонд е дъщерята на немския барон фон Тюндер-тен-Тронх, който играе роля на настойник и благодетел на Кандид, докато не разкрива любовта на между собствената си дъщеря и Кандид, която му се пада братовчедка. През голяма част от новелата Кюнегонд е млада и красива. След като замъкът на баща ѝ е унищожен от нападението на българите, няколко мъже я правят тяхна любовница и робиня, като през това време Кандид живее с мисълта, че тя е мъртва. Тя обича Кандид, но е склонна да го предаде в името на собствените си интереси. Също като него тя не е нито интелигентна, нито комплексна героиня. Нейната безличност контрастира с лудата страст на Кандид към нея и я представя в сатирична светлина.

#### Панглос
Като ментор на Кандид и философ, Панглос е отговорен за най-важната идея на новелата – че всичко е за добро в този „най-добър от всички светове“. Този оптимистичен сантимент е основната цел на Волтеровата сатира. Философията на Панглос пародира идеите на просвещенския мислител Готфрид Лайбниц. Той поддържа идеята, че всевишния Бог е създал света и затова светът трябва да е съвършен. Когато човешките създания възприемат нещо като грешно или зло, то е просто защото те не разбират изконното добро, което е следствие от възприеманото като зло.
Също като Кандид, Панглос не е правдоподобен герой, а по-скоро той е преувеличена и изопачена репрезентация на конкретен вид философи, чиято личност е неразривно свързана с тяхната оптимистична философия.
Волтер илюстрира два главни проблема присъщи на философията на Панглос. Първият проблем е, че въпреки че неговата философия многократно бива опровергана чрез доказателства от истинския свят – разболява се от сифилис, за малко не е обесен, разчленен и хвърлен в затвора – той продължава да проповядва оптимизма. Запазва своята оптимистична философия дори в края на новелата, когато той самият признава, че му е трудно да вярва в нея. Волтер се застъпва за извличането на идеи от твърди доказателства, а Панглос доброволно игнорира всякакви доказателства, които противоречат на неговото изначално мнение. Той също създава нелогични аргументи, за да подкрепи своите предубедени виждания; така оправдава консумацията на свинско месо като казва, че прасетата са създадени, за да бъдат ядени.
Вторият проблем е, че философията на Панглос окуражава пасивно и незаинтересовано поведение към всичко, което е грешно в света. Ако този свят е най-добрият възможен, то тогава няма нужда от никакви усилия, за да се променят нещата, възприемани като зло или грешно. Затова когато Жак – бенефакторът на Панглос – се дави в залива на Лисабон, Панглос спира Кандид от това да го спаси, като му казва, че този залив е оформен точно така, че Жак да се удави в него. Последствията от този начин на мислене са, че "докато той [Панглос] доказваше това a priori, корабът се разцепи и всички загинаха„.

#### Мартен
Мартен е циничен учен, с когото Кандид се сприятелява като спътник в пътуването. Мартен е претърпял много през живота си и проповядва философия на неразреден песимизъм. По-знаещ и интелигентен както от Кандид, така и от Панглос, Мартен, въпреки това е философ с недостатъци. Той винаги очаква не друго, а най-лошото от света, като често има проблем с това да види света такъв, какъвто е.
Мартен действа едновременно като контраст и като аналог (двойник) на Панглос. Той е по-правдоподобен от другите главни герои в романа, не защото е по-сложен, а защото е по-интелигентен и е по-вероятно да направи изводи (заключения), с които можем да се идентифицираме. Като учен, който е преминал през лични и финансови неуспехи, Мартен е толкова екстремен песимист, колкото е оптимист Панглос. Той дори оспорва твърдението на Кандид, че „има нещо добро“ в света. Прякото преживяване играе по-голяма роля в наблюдението на Мартен за света, отколкото в това на Панглос. Като резултат, той е способен да осигури проницателност относно дадени събития, далеч над възможностите на Панглос да го направи. Мартен демонстрира такава проницателност, когато предрича, че Жирофле и Пакет няма да бъдат по-щастливи, макар да имат пари.

#### Какамбо
Какамбо става слуга на Кандид, когато той пътува в Южна Америка. Какамбо е изключително интелигентен и морално честен, от смесена раса от Америка. Той е схватлив и сам спасява Кандид от редица неприятности. Той е отговорен за събирането на Кандид с Кюнегонд. Като практичен човек на действието, той е в пряка опозиция срещу неефективни философи като Панглос и Мартен. Какамбо хвърля фина и интересна светлина върху философските теми на романа. За разлика от всеки друг герой в романа, той вдъхва съвършена увереност, както чрез своята интелигентност, така и чрез моралната си правота. Знае както местни американски, така и европейски езици. Той претърпява по-малко груби нещастия от всеки друг герой, по-малко от късмет, отколкото заради острия си ум, и оправдава доверието на Кандид, когато Кандид го изпраща да доведе Кюнегонд. Всеки читател, изкушен да заключи, че Волтер няма вяра в човешката природа, трябва да преразгледа виждането си, когато се сблъска с примера на Какамбо. Въпреки оптимизма, който Какамбо вдъхновява, обаче, той самият не е оптимист. Широкият му опит в света, кара Какамбо да заключи, че „природният закон ни учи да убиваме ближния си“.

#### Старицата
Старицата е родена като дъщеря на папа. Тя е преживяла смъртта на годеник, изнасилване от пирати, робство и канибализъм по време на война. Тя става прислужничка на Кюнегонд. Нейните нещастия са я направили цинична по отношение на природата на човека, но тя не се поддава на самосъжалението. Тя е мъдра, практична и лоялна към своята господарка. Въпреки че често е била близо до самоубийство, тя винаги намира причина да живее.

#### Барон фон Тюндер-тен-Тронх
Баронът е брат на Кюнегонд. След като замъкът на семейството му е разрушен по време на войната, той става Йезуитски свещеник. Многократно се предполага, че той има хомосексуални тенденции. Той е арогантен заради благородния род на семейството си и отказва да позволи на Кандид да се ожени за Кюнегонд.

#### Анабаптистът Жак
Жак е човечен холандски анабаптист. Грижа го е за странстващите Кандит и Панглос. Въпреки добрината си, Жак е песимистично настроен към човешката природа. Животът му завършва, като се удавя в Лисабонския залив, опитвайки се да спаси живота на неблагодарен моряк.

#### Фермерът
Фермерът има скромна ферма извън Константинопол. Кандид и приятелите му са впечатлени от начина му на живот, изпълнен с тежка работа и прости удоволствия, и го приемат за себе си.

#### Сенатор Прокуранте
Графът е богат венецианец. Той притежава удивителна колекция от изкуство и литература, но е отегчен и критичен към всичко.

#### Пакет и брат Жирофле
В началото на творбата Пакет е камериерката на майката на Кюнегонд. Тя има афера с Панглос и го заразява със сифилис. Тя се отдава на проституция, за да се издържа. Брат Жирофле е един от клиентите ѝ. Във Венеция Кандид е трогнат от нищетата на Пакет и ѝ дава голяма сума пари, която тя бързо прахосва.
Брат Жирофле е неудовлетворен монах. Родителите му го принудили да отиде в манастир, за да увеличи състоянието на брат си. Той плаща за услугите на Пакет. Също като нея, той е нещастен и не става по-щастлив, след като Кандид му дава голяма сума пари.

#### Великият инквизитор
Великият инквизитор е важна фигура в португалската католическа църква и представя лицемерието на религиозните водачи. Той използва заплахата от религиозен натиск, за да принуди евреина дон Исахар да сподели Кюнегонд с него. Междувременно, той заповядва хора, заподозрени като еретици, да бъдат изгорени живи. Кандид убива инквизитора, когато той го открива с Кюнегонд.

#### Дон Исахар
Дон Исахар е заможен евреин. Той купува Кюнегонд и я прави своя любовница. Великият инквизитор го принуждава да сподели Кюнегонд, като го заплашва да го изгори жив като еретик. Кандид убива дон Исахар, когато той прекъсва него и Кюнегонд.

#### Вандердендур
Вандердендур е зъл притежател на роби и безскрупулен търговец. След като открадва една от овцете на Кандид, неговият кораб е потопен в битка. Кандид вижда смъртта му като знак, че наказателната справедливост действа в света.

## Сюжет
Произведението е съставено от 30 глави, които могат да се групират според две основни схеми: първата схема отразява пътешествията на Кандид из Европа, прекъснати от престой в Елдорадо, а според втората схема произведението има три части в различни географски точки. Целият сюжет е доминиран от темата за пътуване и приключения и по структура напомня за пикаресков роман Според втората схема трите части съдържат по 10 глави, като действието се развива както следва: глави I–X в Европа, глави XI–XX в Америка и глави XXI–XXX в Европа и Османската империя.
 Внимание:  Текстът по-долу разкрива сюжета на произведението (или части от него)!

### Глави I–X
Действието започва в замъка на барона Тундер-тен-тронк във Вестфалия, обитаван от Кюнегонд, дъщеря на барона и Кандид, незаконен син на сестрата на барона, учителя Панглос, слугинята Пакет и останалите членове на семейството. Кандид е простодушен млад човек, (l'esprit le plus simple), чието лице изразява какво мисли (sa physionomie annonçait son âme) и е увлечен от Кюнегонд. Панглос е професор по „метафизико-теолого-космолонигология“, сам се обявява за оптимист и учи учениците си, че този свят е най-добрият от всички светове. Всичко върви добре, докато Кюнегонд не сварва Панглос и Пакет в момент на физическа близост в храстите. Тя окуражава Кандид за бърза целувка зад един параван; баронът ги хваща и прокужда Кандид от замъка. В съседния град, където стига почти умрял от глад и жажда, той бива рекрутиран от българи (пруси) и става войник в тяхната армия, където е подложен на тормоз, побой и принуден да вземе участие във войната на българите с аварите (алегория за борбата на прусите с французите). Войната се превръща в истинска касапница и Кандид бяга в Холандия, където се натъква на анабаптист на име Жак, който му помага и съживява вярата на Кандид в доброто. Кандид среща на улицата дрипав просяк, в когото разпознава Панглос. Той му разказва, че българите са убили семейството на барона, включително и Кюнегонд, която изнасилили. Панглос казва, че се е заразил със сифилис от Пакет. Жак му намира лекар, който го излекува, но Панглос остава без око и ухо. Тримата след това отплават за Лисабон. В лисабонското пристанище се извива ужасна буря, която разрушава кораба им
Жак спасява един паднал зад борда моряк, но пада сам и се удавя. От целия кораб оцеляват Кандид, Панглрос и морякът и отиват в Лисабон, претърпял тежко земетресение, цунами и пожар. Жертвите са десетки хиляди и всичко е в руини. Морякът се отправя в търсене на плячка, докато наоколо се чуват стоновете на умиращите хора. Панглос и Кандид помагат на ранените и Панглос казва, че земетресението е било за добро. Един офицер обвинява Панглос в ерес и на другия ден Панглос и Кандид са арестувани, осъдени на мъчения и изгаряне на клада. Панглос бива обесен, а Кандид публично бит с тояга. Още едно земетресение през същия ден му помага да избяга. Към него приближава старица, която му дава дрехи и храна и се грижи се за раните му. След два дни го води в една къща, за да се срещне с любимата си Кюнегонд. Тя обяснява на Кандид, че е оцеляла, но спасителят ѝ я взел за своя прислужница и любовница. След това я продал на евреина дон Исакар. Великият инквизитор поискал да я откупи от дон Исакар, той отказал, инквизиторът заплашил, че ще го изгори жив. В крайна сметка двамата се споразумели да си поделят Кюнегонд според дните на седмицата. Тя присъствала на обесването на Панглос и боя на Кандид и изпратила старицата да намери Кандид и да го заведе при нея. Дон Исакар пристига и заварва Кюнегонд с Кандид. Кандид убива противника си със сабята, дадена му от старата жена. Великият Инквизитор също пристига, за да бъде с Кюнегонд, но Кандид убива и него. Двете жени и Кандид напускат града и отплават към Новия свят; Кандид се надява, че там наистина ще бъде най-добрият от всички светове. Кюнегонд изпада в самосъжаление и казва, че е загубила почти всичката си надежда. Старата жена смъмря Кюнегонд, че толкова се оплаква, макар че далеч не е преживяла колкото нея.

### Глави XI–XX
Старата жена разказва, че е дъщеря на папа Урбан Х и палестинска принцеса с невероятна красота. Расла е в богатство, а на 14 години я сгодили за владетеля на Маса-Карара. Но корабът ѝ е нападнат от пирати, които изнасилват жените и ги завеждат в Мароко, където тя става свидетел на ужасните убийства на майка си и другите момичета. След като всичко утихва, жената изпълзява изпод куп мъртви тела и спасява живота си. Попада в ръцете на един италиански евнух, някога е служил за майка ѝ. Той я води в Алжир и я продава на бея. Разразява се чума и убива бея и евнуха. Жената бива продадена няколко пъти и се озовава в ръцете на един ага в Константинопол. Заедно с господаря си тя попада в битки с русите, живее в Руската империя при един болярин и след това се озовава при дон Исакар. В Буенос Айрес се срещат с губернатора, който моли Кюнегонд да се омъжи за него; старата жена я съветва да го направи, защото така ще се сдобият с много богатства. В този момент идват съдия и стражари, за да заловят тримата герои като хората, които вероятно са убили Великия Инквизитор. Старицата съветва Кюнегонд да остане, тъй като губернаторът няма да позволи нищо да ѝ се случи, а на Кандид казва да бяга веднага.
Кандид се запознава с Какамбо, който става негов слуга и спътник. Той предлага на Кандид да се сражават на страната на парагвайските йезуити, след което се срещат с командира на граничния пост. Той се оказва братът на Кюнегонд, смятан за мъртъв при падането на замъка на барон фон Тюндер-тен-Тронх. Той сега е барон като починалия си баща. Кандид и баронът се прегръщат щастливи, облени в сълзи, а Кандид допринася с още повече радост на сцената, като известява барона, че сестра му е жива. Барон фон Тюндер-тен-Тронх разказва своята история. След сражението с българите той изпада в несвяст, смятат го за мъртъв, но по време на приготовленията за погребението оживява и три седмици по-късно е напълно възстановен. Сприятелява се с един високопоставен йезуит, постъпва в ордена и става командир на отряд.
Командирът споделя, че иска да доведе сестра си в Парагвай, но Кандид му признава, че смята да се ожени за нея, от което командирът се разярява и удря Кандид с плоската страна на меча си, а Кандид го пробожда със сабята си. Какамбо нахлува в стаята и реагира бързо – преоблича приятеля си в дрехите на барона и двамата побягват.
Кандид и Какамбо попадат в страна без пътища. Избират място, където да поспрат да починат и хапнат, когато виждат две маймуни да нападат две девойки на поляна, след което осъзнават, че това е всъщност любовна игра. Събуждат се, обградени петдесетина местни жители, познати като ушати – инки, известни с удължените си уши. Те ги приемат за йезуити според дрехите и искат да ги изядат. Какамбо успява на техния език да им каже, че Кандид не само не е йезуит, а е убил един такъв преди няколко часа. Ушатите решават да ги пощадят, като дори им предлагат момичета и разхладителни напитки, след което ги съпровождат до границата. Пътуват пеша и по реката с кану още месец. Достигат до Елдорадо и Кандид е убеден, че това е въпросният най-добър свят, за който учителят Панглос му е говорил. Някогашната родина на инките е заобиколена от високи планини и остри скали, поради което е трудно за намиране от европейските завоеватели. Какамбо и Кандид решават да посетят владетеля на това кралство, до когото ги откарва красива карета, теглена от шест овци. Кралят ги посреща топло, с прегръдки и целувки по обичая в Елдорадо, което шокира Какамбо и Кандид. В разговора с владетеля става ясно, че в това кралство няма съдебна палата, затвор или парламент – вместо тях има дворец на науките.
Кандид и Какамбо прекарват в Елдорадо един месец. Кандид го мъчи мисълта за Кюнегонд. Когато си тръгват, Какамбо и Кандид взимат със себе си сто овце, натоварени с богатства. По пътя те губят всички богатства по различни начини, като накрая остават само с две овци. Пристигат в Суринам и Кандид изпраща Какамбо да доведе старицата и Кюнегонд, а той търси кораб. Господин Вандердендур предлага на Кандид да го качи на борда си до Венеция в замяна на едната му овца, но Вандердендур отмъква една голяма част от богатството и корабът отплава. Кандид се опитва да си върне загубите по легален път, но не само не намира правосъдие, а и губи още пари. След това Кандид намира кораб, който ще отплава за Бордо и провъзгласява, че ще вземе със себе си най-нещастния човек. Събира всички желаещи, кара ги да опишат историите си и избира стария учен Мартен, ограбен от жена си, пребит от сина си и изоставен от дъщеря си.
С малкото му останали пари и бижута Кандид стремглаво пътува към Кюнегонд, с надеждата да я откупи. Той продължава да вярва във философията на Панглос и има надежда, че всичко ще се нареди, докато новият му спътник Мартен смята, че Господ отдавна е изоставил света, че всички хора са покварени, желаят само разруха и гибел; твърди, че не е срещал нищо добро на света. Сякаш за да подпомогне философията на Мартен, те срещат два кораба, които се бият и единият потъва. Оказва се, че това е корабът на Вандердендур и Кандид успява да спаси овцата, която измамникът му е откраднал по-рано. Кандид използва случая да аргументира философията си пред Мартен, като му казва, че един лош човек е получил наказанието си, но Мартен успява да го обори като задава въпроса: „Но защо трябваше да загинат и пътниците?“.

### Глави XXI–XXX
Мартен е манихеец и образът му се базира на Пиер Бейл, главен опонент на Лайбниц. По време на пътуването Кандид и Мартен спорят по философски въпроси, като Мартен счита света за населен от глупци, а Кандид остава оптимист в сърцето си. След като се отбиват в Бордо, пристигат в Париж, където Кандид се разболява. Когато оздравява, всяка вечер играе комар и губи доста пари, защото останалите играчи мамят. Един от хората, които ги развеждат из Париж, е абат Перигор, който примамва с измама Кандид и Мартен, под предлог че ги очаква Кюнегонд. Двамата са арестувани като подозрителни чужденци, но подкупват пристава с диаманти и той ги пуска, след което отпътуват с кораб за Англия.
Когато пристигат в Портсмът, те стават свидетели на екзекуцията на един адмирал, застрелян с превръзка на очите на палубата на един кораб, и научават, че това е честа практика. Ужасен, Кандид отказва да остане в Англия и с кораб стига до Венеция, развълнуван, че отново ще види своята Кюнегонд. Какамбо и Кюнегонд не са там и след няколко месеца Кандид изпада в униние. Почти започва да приема философията на Мартен за света, а най-големият му страх е, че Кюнегонд може да е мъртва.
Един ден на улицата Кандид вижда много красива млада жена, вървейки под ръка с млад монах; оказва се, че жената е Пакет – старата любовница на учителят Панглос, от която той се заразява със сифилис. Тя сега е излекувана, а младият монах е брат Жирофле. Пакет разказава за лекаря, който я излекувал и тя му станала любовница, а той отровил собствената си ревнива жена. Семейството на починалата осъдило лекаря и Пакет, но тя била освободена с цената на това да стане любовница на съдията. Когато му омръзнала, той я изхвърлил на улицата и тя отново станала проститутка, където се запознава с брат Жирофле. Той пък споделя, че е станал монах насила заради родителите си и мрази манастира. След като изслушва трогателните истории на двамата, Кандид им подарява общо две хиляди пиастра, с надеждата да им помогнат и да облекчат страданията им.
Кандид и Мартен посещават сенатор Прокуранте – благородник, за когото се знае, че никога не е страдал. Дворецът на сенатора е най-великолепното архитектурно творение, което Кандид е виждал, но двамата спътници са посрещнати без гостоприемство. Разбират, че сенаторът притежава огромни количества книги, картини и други произведения на изкуството, но не е способен да им се наслади, защото всичко това вече му е омръзнало. Кандид все пак си тръгва с впечатлението, че Прокуранте е „велик ум“. Същата вечер Кандид среща Какамбо, който му казва, че е слуга на друг господар, а неговата любима Кюнегонд е в Константинопол, робиня на трансилвански владетел. Кандид е готов да тръгне веднага, но Какамбо му казва, че ще тръгнат на другата вечер и го моли да не казва на никого нищо. Докато вечерят с шестима непознати, пристигнали за карнавала, Кандид и Мартен установяват, че те са детронирани владетели от различни краища на Европа. Най-бедният от тях е Теодор от Корсика – Кандид му подарява диамант. Останалите са Ахмед III (турски султан), Иван VI от Русия (руски император), Чарлз Едуард Стюарт (претендент за английския престол), Август III от Полша, Станислав Лешчински (полски крал).
Докато пътуват с кораба на господаря на Какамбо – Ахмед III, Кандид е обнадежден и отново си припомня философията на учителя Панглос. По пътя става ясно, че Какамбо е откупил Кюнегонд и старицата от дон Фернандо, но един пират ги е отвлякъл и продал като робини. Кюнегонд вече е ужасно грозна, но това не променя мнението на Кандид. При Босфора Кандид забелязва две галери с роби, сред които разпознава барон фон Тюндер-тен-Тронх, който самият той е промушил със сабята си, и учителя Панглос, който Кандид бе видял с очите си на бесилката. Той ги откупва от господаря им, откупва и Какамбо от Ахмед и петимата, заедно с още двама роби евреи, се устремяват към Константинопол, за да освободят Кюнегонд от новия ѝ господар. Докато пътуват, баронът и Панглос разказват как са се спасили. Панглос споделя, че въпреки перипетиите и страданията не се е отказал от своя оптимизъм.
Когато стигат до дома на трансилванския владетел, пътниците виждат Кюнегонд и старицата да простират дрехи. Тази гледка къса сърцата на барона и на Кандид, защото двете жени са сбръчкани, стари, погрознели, измъчени. Все пак Кандид откупва Кюнегонд и старицата и купува малка ферма, в която да живеят. Въпреки че е потресен от грозотата на любимата си, Кандид спазва обещанието си да се омъжи за нея, но баронът отново не е съгласен с този брак и дори заплашва Кандид, че ще се ожени за Кюнегонд само през трупа му. Панглос обяснява на Кандид, че баронът няма никакви права над сестра си и не бива да се влияе от думите му. Мартен го подкрепя, като добавя, че баронът трябва да бъде хвърлен в морето. Какамбо предлага да върнат барона на галерите, без да казват на Кюнегонд – така и става.
Животът им продължава скучно и монотонно – Кюнегонд става все по-грозна, Какамбо работи без желание в градината на малката ферма, Панглос е нещастен, защото не е станал известен и влиятелен човек в Германия, а Мартен е спокоен, защото смята, че във всяка друга ситуация би бил също толкова нещастен. Говорят си за философия и светоглед – Панглос продължава да поддържа своята теория, че всичко е за добро, но вече не съвсем вярва в нея. Пакет и брат Жирофле също пристигат във фермата. Те отново са много бедни и нещастни, а Пакет продължава да е проститутка.
Групата се запознава с възрастен дервиш и искат да говорят с него за доброто и злото. Дервишът им казва да си мълчат и им затръшва вратата пред лицето. По-късно героите спирт в крайпътна ферма, където ги посреща любезен турчин-фермер и ги нагостява с вечеря. Той и четирите му деца обработват земята и работата ги спасява от „трите големи злини: скука, порок и бедност“. Всички са много впечатлени от градината му, от нрава му и от начина му на живот, затова решават да живеят по същия начин и да бъдат доволни от него. Панглос отново напомня на Кандид, че това е най-добрият свят от всички възможни, а Кандид отговаря: „Така е, но трябва да обработваме градината си“.

## Стил

### Основни теми

#### Глупостта на оптимизма
Панглос проповядва своята известна философия за това, че „всичко е за добро в този най-добър от всички възможно светове“ и заразява младия Кандид, който вярва сляпо и безрезервно в нея. Тази идея е всъщност симплифицирана версия на философиите на много мислители на Просвещението, но най-вече на Годфрид Лайбниц. Според тези философи светът е перфектен, защото е създаден от Господ, който също е перфектен и ако човек изпитва някакви затруднения и страдания, то е защото не вярва в съществуването на Господ.
Панглос и Кандид, бидейки оптимисти, преминават през много страдания и изпитания и стават свидетели на ужасни престъпления, които по никакъв начин не могат да бъдат рационално обяснени чрез философията на Оптимизма. Панглос, обаче, винаги успява да намери абсурдни и нелогични оптимистични обяснения за всичко, случващо се около него, независимо колко ужасно е то. Други герои, като старицата, Мартен и Какамбо, са успели да си направят песимистични (и по-реалистични) изводи за човечеството и света, като Мартен е завършен песимист. В края на романа Дори Панглос признава, че му е трудно да продължи да вярва във философията си за най-добрия свят.

#### Безполезността на философските спекулации
Книгата показва, че най-големият недостатък на философията на учителя Панглос е, че е основана на абстрактни философски аргументи, а не на доказателства от реалния живот. Точно заради това, по време на развитието на действието, то постоянно доказва, че тези абстрактни философски аргументи и спекулации за безсмислени и дори вредни за човешката психика и светогледа на отделната личност. Те пречат на героите да мислят разумно и рационално и да имат реалистично светоусещане. Героят на Панглос е доказателство за това колко е вреден този краен оптимизъм, който проповядва пасивно отношение към това, което ни предлага животът като трудности и препятствия; а Кандид е доказателство за това какви щети може да нанесе на другите проповядването на подобна философия. Самият Панглос накрая на романа признава, че след всичко преживяно, му е трудно да вярва в собствената си философия; Панглос и Кандид заменят тази философия с щастието и удовлетвореността от собствената работа. Това отричане на философията на оптимизма е интересно и учудващо, като се има предвид статута на Волтер на уважаван философ от ерата на Просвещението.

#### Лицемерието на религията
В книгата си Волтер изобличава лицемерието и истинската същност на свещенослужители, представители на различни религии. Той изкарва на показ техните пороци и грехове – възползване от услугите на проститутки, кражби, отказване на помощ, хомосексуални наклонности и т.н. Въпреки че Волтер предоставя в текста си много примери за лицемерие и неморалност сред свещенослужителите, той не генерализира твърденията си – Жак анабаптистът е един от най-благородните и човечни герои в романа.

#### Покоряващата сила на парите
Най-ясно изразена е тази тема след тръгването на Кандид и Какамбо от Елдорадо – те са събрали много богатства и се надяват, че страданията им ще приключат, защото вече ще могат да подкупят всеки, който иска да ги арестува, убие или нарани. Но се наблюдава интересен парадокс – когато е най-богат, Кандид е най-нещастен, а когато постепенно губи богатствата си, той започва да връща своята жизнерадостна същност.
Историята непрекъснато дава на читателя примери, с които да докаже че парите и властта, която идва с тях не само не решава проблемите, но и ги умножава, а щастието което носят е мимолетно и бързо се превръща в нещастие. Парите, които Кандид притежава, непрекъснато му докарват фалшиви приятели, които не му помагат, а искат само да го ограбят и да се възползват от него. По друг начин темата е втъкана в историята, чрез образа на сенатор Прокуранте, който притежава несметни богатства, но е нещастен и не може да им се наслади. Парите, също така, докарват брат Жирофле и Пакет до още по-ниските нива на бедността и мизерията.

### Символи

#### Панглос
Панглос не е толкова завършен герой, колкото символ на определен тип философи. Той репрезентира чрез своя оптимизъм и заблуди, макар и логически обосновани, философията на Г. В. Лайбниц (както и цялото конкретно философическо течение на Просвещението). Героят е символ на безразсъдството, съпровождащо слепия оптимизъм и твърде абстрактните теории.

#### Градината
Символичният смисъл на градината не е еднозначен. Както Панглос подчертава – градината напомня на Еден, където Адам и Ева са живели в мир и съвършенство преди да извършат греха си. Но в „Кандид“ градината отбелязва края на историята. Тоест докато Адам и Ева са се наслаждавали на плодовете на природата, без да работят, то в новелата основната идея е, че градината кара героите да извършват физически труд. Във външния свят хората страдат или биват възнаграждавани без видима причина, но в градината принципът на причина и следствие е лесно проследим – внимателното и гриживно отглеждане носи добра реколта. В крайна сметка, градината символизира култивирането и продължението на живота, който макар и мъчен, не успява да откаже героите да го живеят.

#### Ел Дорадо
Ел Дорадо представлява света, описван от философите на утопията. Това място може и да е „най-добрият от възможните светове“, но същевременно е изградено съвсем нереалистично. Ел Дорадо е символът на утопичната мечта, защото там щастие се крепи върху безделието, а в края на новелата героите сами казват: „Да работим, без да умуваме (...) Това е единственият начин да направим живота поносим.“ Новелата подсказва, че същите желания, които карат Кандид и Какамбо да напуснат Ел Дорато, са тези, които правят което и да е утопично общество невъзможно.

#### Червената овца
Единствена червена овца от стадото, което Кандид взима от Ел Дорадо, плува в океана; Кандид я спасява и гледа на нея като знак, че отново ще види Кюнегонд. Самотната овца символизира последната капка оптимизъм у Кандид, на която той се уповава, въпреки сполетелите го ужасни нещастия.

#### Сифилис
Сифилисът също служи за символ в новелата. Той препраща към идеята за първородния грях (който също се споменава в новелата). По времето на Волтер болестта е обхванала Европа и изглежда сякаш Волтер е направил религиозната аналогия, че както първородния грях – сифилисът се разпространява чрез низките страсти.

### Мотиви

#### Възкресението
В различни моменти от новелата Кандид смята Кюнеконд, брат ѝ и Панглос за мъртви, но открива, че са оцелели въпреки ужасните си травми. От една страна тези своеобразни възкресения се противопоставят на целия смисъл на творбата, защото подкрепят странната и фантастична представа за оптимизма. Смъртта тук губи своята слава на необратима. От друга страна възкръсващите герои са тези, които причиняват повече зло, отколкото добро. Всеки от тях въплъщава някакъв порок: Кюнегонд – повърхностната красота и преходността на любовта, Панглос – глупавият оптимизъм, а баронът – арогантността и тесногръдието. Възкресението на тези герои функционира като бекрайно възраждане на тези пороци

#### Изнасилването и сексуалната експлоатация
Новелата е пълна с графични описания на телесната експлоатация на жени. И трите женски образа, които имат централни роли – Кюнегонд, Пакет и старата жена – са изнасилвани, продавани за робини или и двете. Волтер използва женските образи, за да покаже опасностите, пред които само жените се изправят. Волтер критикува съвременната Европа, като показва в новелата си как мъжете държат на женската чистота и невинност, но правят нейното съществуване невъзможно. Така този мотив изобличава двойният стандарт, през чиято призма героите от мъжки пол гледат на героините.

#### Политическа и религиозна опресия
Кандид става свидетел на ужасяващата опресия на властта и църквата. Католическата църква изгаря живи хора, свещеници и губернатори насилват жени, а самият Кандид е завлечен и тормозен в армията на българите. Тоест властващите институции, изглежда, не правят нищо добро, а напротив – вредят на всеки по-нисш от тях. През живота си Волтер протестира срещу политическата несправедливост, но неговите герои тръгват по друг път – те избират да послушат стария фермер и да се откъснат от светската неправда, като вложат средствата си и енергията си в труг, който да им донесе щастие.

## Адаптации и влияние
„Кандид“ е най-четената творба на Волтер, макар и да не се възприема като истинска „класика“. Като единствената останала популярна творба на философа, „Кандид“ е включена в книгата на американския литературен критик Харолд Блум „Западният канон“ (The Western canon: The Books and School of the Ages) и е включена в колекцията „Великите книги на Западния свят“ (Great books of the Western World) на Енциклопедия Британика. „Кандид“ вдъхновява много модерни автори, занимаващи се с черен хумор, като Луи-Фердинан Селин, Джон Барт, Кърт Вонегът и други. Пародията и пикаресковите методи в романа се превръщат в любими средстава на писателите на хумористични творби.
Смята се, че американският писател Чарлз Брокдън Браун е почерпил директно вдъхновение от Волтеровия „Кандид“ за книгата си „Едгар Хънтли, или мемоарите на един сумнамбул“ (Edgar Huntly; or, Memoirs of a Sleep-Walker) от 1799 г. Критикът Арманд Мателар вижда „Кандид“ също в „1984“ (1949) на Джордж Оруел, в „Ние“ (1920 – 21) от Евгений Замятин и в Прекрасният нов свят (1931) от Олдъс Хъксли. Мателар смята, че и в трите книги се открива този „най-добър от всички светове“, за които говори учителят Панглос в „Кандид“.
През 1760 г. е публикувана творба със заглавие „Кандид, или оптимизмът, част втора“ (Candide, ou l'optimisme, seconde partie), за чийто създател се смята Henri-Joseph Dulaurens, заподозрян в плагиатство. В историята се разказва за нови приключения на Кандид из Османската империя, Персия и Дания.
„Кандид“ е адаптиран и в радио програма „On stage“ през 1952 г. по сценарий на Ричард Чандли.
Съществува оперета „Кандид“, създадена първоначално като пиеса от американската драматуржка Лилиан Хелман. Ленард Бърнстейн, американски диригент и композитор, създал музика по пиесата, успява да убеди Хелман да я превърнат в оперета. Операта „Кандид“ е представена на Бродуей като мюзикъл на 1 декември 1956 г. Била е критикувана и преработвана няколко пъти.
През 1987 г. операта е „възродена“ от режисьора Хал Принс с допълнителен текст от Стивън Сондхайм. През 1987 г. Бърнстейн прави още по-нова версия. След неговата смърт има още две версии – през 1999 г. и 2010 г.
Би Би Си създава телевизионна адаптация през 1973 г. с Йън Огилви в ролята на Кандид, Имрис Джеймс в ролята на Панглос и Франк Финли като Волтер, в ролята на разказвач.
През 2001 г. турският писател Nedim Gürsel създава романа Le voyage de Candide à Istanbul, в който Кандид се среща със сваления от престола султан Ахмед III.
Американският романист Тери Садърн модернизира Волтеровата новела и променя героя Кандид в героиня – Канди, както кръщава и романа си. Героинята се сблъсква с формата на оптимизма, която авторът е наблюдавал по страниците на женски модни списания. „Канди“ (Candy) също така пародира порнографията и популярната психология. Този вариант на „Кандид“ е адаптиран за големия екран от режисьора Christian Marquand през 1968 г.
„Кандид“ е бил адаптиран и в малки филми и театрални постановки през 20 в.
През май 2009 г., пиеса с името Оптимизъм, базирана на „Кандид“, е премиерното представление на CUB Malthouse Theatre в Мелбърн. Пиесата следва оригиналната история, добавяйки към нея музика и стендъп комедия от комедианта Франк Удли. Пиесата получава турне в Австралия и се играе на Единбургския фестивал.
През 2010 г. исландският писател Óttar M. Norðfjörð създава модернизирана версия на „Кандид“, която кръщава Örvitinn; eða hugsjónamaðurinn.